# 마르틴 두브라우카
마르틴 두브라우카(슬로바키아어: Martin Dúbravka, 1989년 1월 15일 ~ )는 슬로바키아의 축구 선수로 현재 잉글랜드 프리미어리그의 번리에서 뛰고 있다.